# Dream High 2
Dream High 2 (hangul: 드림하이 2; rr: Deurim Hai 2) é uma série de televisão sul-coreana exibida pela KBS2 em 2012. Estrelada por Kang So-ra, Jung Jin-woon, JB, Park Ji-yeon, Park Seo-joon e Hyolyn. Tal como o seu antecessor, tem 16 episódios, que decorreu de 30 de janeiro de 2012 até 20 de março do mesmo ano e foi capaz de obter classificações de audiência razoáveis.

## Enredo
Como seu antecessor Dream High, segue-se um grupo de estudantes da Kirin High School que perseguem seu sonho de se tornarem estrelas do K-pop. No entanto, a sequencia tem uma diferença ligeiramente em termos de enredo com o novo conjunto de estudantes.
Depois de ir à falência financeira, a Kirin High School é tomada pela Oz Entertainment. A empresa, em seguida, transfere os seus próprios jovens estagiários para contornar uma lei exigindo que artistas menores de idade possam estudar por um determinado período de tempo. Então, a concorrência entre os alunos problemáticos da Kirin e os estagiários da Oz Entertainment recém-transferidos começa.
Embora Shin Hae-sung (Kang So-ra) entra na Kirin Hogh School com uma alta nota no exame, ela não tem talento para o canto. Ela conhece e faz amizade com seus colegas estudantes, Jin Yoo-jin (Jung Jin-woon) e JB. Yoo-jin, que originalmente entrou na indústria do entretenimento como ator mirim, agora está perturbado por seus sonhos de se tornar uma estrela pop, enquanto ele tenta lidar com a dor do divórcio de seus pais. JB, um membro do grupo famoso Eden, desenvolve sentimentos por Hae-sung e começa a namora-la mais tarde.
Rian (Park Ji-yeon), membro de um grupo de garotas famoso chamado HershE, persegue JB, que já foi seu namorado. Enquanto isso, Yoo-jin, que também gosta de Hae-sung, tenta separar o casal com Rian. Mais tarde, Rian e Yoo-jin desistem e permanecem amigos próximos.
Hae-sung mais tarde torna-se uma famosa compositora e diretora, JB acaba como um produtor musical, Rian torna-se uma ídolo Hallyu, e Yoo-jin torna-se um professor de música rock na Kirin High School.

## Elenco

### Principal
- Kang So-ra como Shin Hae-sung
- JB como JB/Jang Woo-jae
- Jung Jin-woon como Jin Yoo-jin
- Park Ji-yeon como Rian/Lee Ji-kyung
- Park Seo-joon como Lee Si-woo
- Hyolyn como Nana/Kim Jae-hee

### Recorrente
Estudantes da Kirin
- Jr. como Jung Hee-bong
- Yoo So-young como Park Soon-dong
- Kim Ji-soo como Park Hong-joo
- Jung Yeon-joo como Lee Seul
- Ailee como Ailee

Professores da Kirin
- Kim Jung-tae como Lee Kang-chul (Presidente)
- Kwon Hae-hyo como Joo Jung-wan (Diretor)
- Park Jin-young como Yang Jin-man (Professor de inglês)
- Park Kahi como Hyun Ji-soo (Professora de dança)
- Choi Yeo-jin como Ahn Tae-yeon (Professora vocal)

Outros
- Yoon Hee-seok como Shin Jae-in
- Hwang Mi-sun como mãe de Rian
- Jung Kyu-soo como pai Hae-sung
- No Jung-ui como Shin Hae-pung (irmã de Hae-sung)

### Participações
- Kim Soo-hyun como Song Sam-dong (ep 1)
- IU como Kim Pil-sook (ep 1)
- Toxic como a banda tocando com Yoo-jin em Hongdae (ep 1,2)
- MYNAME como grupo de ídolos da OZ Entertainment (ep 2)
- Boyfriend como eles mesmos (ep 2)
- PSY como treinador (ep 5,6)
- Kim Seon-nyeo como mãe Jin Yoo-jin (ep 8,12-16)
- Yeeun como ela mesma (ep 9)
- miss A como elas mesmas (ep 15)
- Jo Jung-eun como Shin Hae-sung jovem (ep 16)

## Trilha sonora

### Antecedentes
Falling é a primeira parte da trilha sonora do drama e foi destaque no primeiro episódio do drama. Park Jin-young foi mais uma vez envolvido na composição, escreveu e interpretou a trilha sonora do drama.

A faixa Falling é canção de lento-tempo com uma bela melodia de guitarra. Ela ganhou um monte de respostas arrebatadora nas populares paradas musicais desde o seu lançamento. Ficando em primeiro, segundo e terceiro lugar nas paradas em tempo real. A canção foi disponibilizada em portais de música digitais, como Melon, Soribada, Bugs e Mnet. O resto da trilha sonora inclui mais belas melodias que refletem o caráter das histórias, lutas e sonhos no drama.
| N.º | Título | Duração |  |

| N.º | Título | Duração |  |

| N.º | Título | Duração |  |

| N.º | Título | Duração |  |

| N.º | Título | Duração |  |

| N.º | Título | Duração |  |

| N.º | Título | Duração |  |

| N.º | Título | Duração |  |

| N.º | Título | Duração |  |

| N.º | Título | Duração |  |

### Canções apresentadas
- HerShe: Superstar (ep 1)
- Eden: New Dreaming (ep 1)
- Hong-joo: Tell Me Your Wish - Girls' Generation (ep 1)
- Yoo-jin: You Walking Towards Me - Jeong Jin-woon (ep 1)
- Todo elenco: Roly Poly - T-ara (ep 2)
- Hong-joo, Hee-bong: I Am the Best - 2NE1 (ep 2)
- Nana, Ailee: Top Girl - G.NA (ep 2)
- Todo elenco: Entertainer - PSY (ep 2)
- TOXIC: New Dreaming (ep 2)
- Nana, Hong-joo: Destiny - Jeon Byung-uk (ep 3)
- Yoo-jin: You Walking Towards Me - Jung Jin-woon (ep 3)
- Tae-yeon: That Woman - Baek Ji-young (ep 4)
- Jin-man: Mm Mm Mm - Park Jin-young (ep 4)
- Hae-sung: Wishing on a Star - Wonder Girls (ep 4)
- Nana, Hong-joo: Covered Up Road - Yoo Jae-ha (ep 4)
- Ailee: Please (ep  5)
- Rian: Wishing on a Star - Wonder Girls (ep 5)
- Nana, Hong-joo: Covered Up Road - Yoo Jae-ha(ep 5)
- Yoo-jin, JB: Beautiful Dance - Bye Bye Sea (ep 5)
- Yoo-jin: Starlight is Falling - Bye Bye Sea (ep 5)
- Yoo-jin, Rian, Hong-joo e a banda: Superstar - Lee Han-chul (ep 6)
- Hong-joo: Na This Time (ep 6)
- Hae-sung: Hello to Myself - Yeeun (ep 6)
- Rian, Yoo-jin: Hello to Myself - Yeeun (ep 7)
- JB: When I Can't Sing - Seven (ep 8)
- Nana, Ji-soo: I'm in Love - Narsha (ep 8)
- Yeeun: Hello to Myself - Yeeun (ep 9)
- Hong-joo, Seul: We Are the B (ep 9)
- Yoo-jin, Hae-sung, Hee-bong, Soon-dong, Hong-joo, Seul - We Are the B (ep 9)
- Ailee: On Rainy Days - BEAST (ep 10)
- JB, Si-woo: In the Rain - John Park (ep 10)
- JB, Si-woo, Ailee, Nana: Love Rain - Kim Tae-woo (ep 10)
- Hong-joo: This Song - 2AM (ep 10)
- JB, Si-woo, Ailee, Rian: One Candle - g.o.d  (ep 10)
- JB, Si-woo, Ailee, Rian: One Candle - g.o.d  (ep 11)
- JB: Marshmallow - IU (ep 11)
- Nana, Hong-joo: My Heart Will Go On - Celine Dion (ep 12)
- Hee-bong, Ailee: Summer Nights - Grease (ep 12)
- JB, Hae-sung: Bobbed Hair - Cho Young Pil (ep 12)
- Yoo-jin, Rian: Romeo & Juliet - Clazziquai (ep 12)
- Nana: Isn't She Lovely - Stevie Wonder (ep 13)
- Hee-bong: I Have a Girl - Park Jin-young (ep 13)
- Seul: How Dare You - Sistar (ep 13)
- Hee-bong: Dirty Cash - Big Bang (ep 13)
- Nana, Hong-joo: Good Day - Jo Sungmo (ep 14)
- Seul: Dirty Cash - Big Bang (ep 14)
- Hee-bong, Seul: Balloons - TVXQ (ep 14)
- JB, Rian: Together (ep 14)
- Hong-joo: Sunflower (ep 15)
- Yoo-jin: Sorry - Jeong Jin-woon (ep 15)
- JB: We Are the B (ep 15)
- Rian: Day After Day (ep 16)
- JB, Yoo-jin, Rian, Nana, Si-woo, Ailee, Hee-bong, Hong-joo: Dream High - Dream High (ep 16)

## Classificações
Na tabela abaixo, os números azuis representam as mais baixas classificações e os números vermelhos representam as classificações mais elevadas.
| Episódio | Data de transmissão     | TNMS ratings   | TNMS ratings                 | AGB ratings    | AGB ratings                  |
| Episódio | Data de transmissão     | Em todo o país | Região Metropolitana de Seul | Em todo o país | Região Metropolitana de Seul |
| -------- | ----------------------- | -------------- | ---------------------------- | -------------- | ---------------------------- |
| 1        | 30 de janeiro de 2012   | 9.2%           | 9.8%                         | 10.5%          | 11.6%                        |
| 2        | 31 de janeiro de 2012   | 8.9%           | 10.21%                       | 9.8%           | 11.7%                        |
| 3        | 6 de fevereiro de 2012  | 8.2%           | 9.8%                         | 7.2%           | 8.6%                         |
| 4        | 7 de fevereiro de 2012  | 9.8%           | 11.7%                        | 8.2%           | 9.9%                         |
| 5        | 13 de fevereiro de 2012 | 7.6%           | 8.9%                         | 7.7%           | 9.1%                         |
| 6        | 14 de fevereiro de 2012 | 7.9%           | 9.0%                         | 7.9%           | 9.5%                         |
| 7        | 20 de fevereiro de 2012 | 6.9%           | 9.9%                         | 8.1%           | 9.7%                         |
| 8        | 21 de fevereiro de 2012 | 7.8%           | 8.3%                         | 7.9%           | 9.2%                         |
| 9        | 27 de fevereiro de 2012 | 7.7%           | 8.7%                         | 7.3%           | 8.9%                         |
| 10       | 28 de fevereiro de 2012 | 7.8%           | 9.7%                         | 7.9%           | 9.1%                         |
| 11       | 5 de março de 2012      | 6.3%           | 7.1%                         | 6.4%           | 7.1%                         |
| 12       | 6 de março de 2012      | 7.1%           | 8.5%                         | 6.4%           | 7.6%                         |
| 13       | 12 de março de 2012     | 5.2%           | 6.5%                         | 6.2%           | 7.8%                         |
| 14       | 13 de março de 2012     | 9.7%           | 8.5%                         | 7.8%           | 7.5%                         |
| 15       | 19 de março de 2012     | 5.7%           | 6.8%                         | 5.7%           | 6.8%                         |
| 16       | 20 de março de 2012     | 9.4%           | 9.7%                         | 7.6%           | 8.5%                         |
| Média    | Média                   | 7.83%          | 8.94%                        | 7.66%          | 8.88%                        |